# María del Carmen García Herrero
María del Carmen García Herrero (Madrid; 6 de abril de 1959) es una Catedrática de Historia Medieval de la Universidad de Zaragoza.

## Biografía
Cursó los estudios de Licenciatura en la Facultad de Geografía e Historia de la Universidad Complutense de Madrid especializándose en Historia Medieval. En la Complutense defendió su Memoria de Licenciatura sobre relaciones comerciales entre Castilla y Aragón a mediados del siglo XV (1982). Prosiguió sus estudios de doctorado en la Facultad de Filosofía y Letras de Zaragoza, a la que se incorporó como becaria de investigación del Ministerio de Educación y Ciencia en 1983, y defendió su tesis doctoral en 1987 (Sobresaliente cum laude). Con un resumen de su tesis obtuvo el Premio de Investigación Ciudad de Zaragoza en su convocatoria de 1988.

## Trayectoria
María del Carmen García Herrero fue pionera de los estudios sobre la muerte y las últimas voluntades en el reino de Aragón con un trabajo publicado en 1984. De otro lado, su tesis doctoral sobre las mujeres de Zaragoza en el siglo XV, fue la primera tesis focalizada en el estudio de las mujeres medievales leída en España.
Estuvo en el origen del Seminario Interdisciplinar de Estudios de la Mujer (SIEM) de la Universidad de Zaragoza; coordinó, junto a la Dra. Nieves Ibeas Vuelta, el Programa Interdepartamental de Doctorado “Estudios de mujeres” (desde el curso 1999-2000), programa pionero de las universidades españolas. Ambas pusieron en marcha el ciclo “Voces y espacios femeninos” en el año 2000.
Fue directora de los cursos de cultura medieval de la Universidad de Zaragoza y la Fundación Uncastillo (2001-2004) y codirectora, junto a Jesús Criado Mainar, de los cursos de verano de la Universidad de Zaragoza y la Fundación Tarazona Monumental (2008-2012).
Ha sido miembro de diversos equipos de investigación nacionales e internacionales, e Investigadora Principal de seis proyectos de Investigación. En los últimos doce años, ha dirigido cuatro proyectos dentro del Plan de I+D+I del Gobierno de España, todos ellos dedicados a Historia de las Mujeres.
Forma parte del Grupo de Investigación Consolidado CEMA. Es autora de numerosos ensayos y artículos de investigación publicados en prestigiosas revistas nacionales e internacionales, y de los libros: Las mujeres en Zaragoza en el siglo XV(2 volúmenes. Zaragoza, 1990 y 2006), Del nacer y el vivir. Fragmentos para una historia de la vida en la Baja Edad Media (Zaragoza, 2005), Artesanas de vida. Mujeres de la Edad Media (Zaragoza, 2009).
Es coeditora, junto a Cristina Pérez Galán, del volumen: Mujeres de la Edad Media. Actividades políticas, socioeconómicas y culturales (Zaragoza, 2014 y 2015).
Desde 2007 es miembro de la Comisión Asesora “Mujer y Ciencia” del Gobierno de Aragón.
Durante los últimos años, sus líneas de investigación principales se centran en el estudio de la “reginalidad” y de la figura de María de Castilla, reina de Aragón de 1416 a 1458, y en el análisis de las masculinidades medievales.